# 岡元義人
岡元 義人（おかもと よしと、1910年（明治43年）9月27日 - 1958年（昭和33年）11月17日）は、昭和期の実業家、政治家。参議院議員。

## 経歴
鹿児島県姶良郡、のちの隼人町（現霧島市）で岡元常助の長男として生まれる。1923年（大正12年）宮崎県立小林中学校（宮崎県立小林高等学校）を卒業。さらに市立大阪工業学校（現大阪府立都島工業高等学校）機械科を卒業した。
1929年（昭和4年）大阪川西内燃機関研究所員となる。1931年（昭和6年）朝鮮西松組に転じた。以後、朝鮮水力電気機関庫主任、国際運輸自動車部主任を経て、承徳と天津市で華北運輸公司を経営し、さらに北京市で北支工廠を経営して終戦を迎えた。
1946年（昭和21年）に帰国し、日南殖産社長に就任。その他、鹿児島県姶良郡隼人連合青年会会長、鹿児島県引揚者更生連盟理事、同体育協会顧問、同牛馬飼育協会顧問などを務めた。
中馬猪之吉、上野喜左衛門の辞職に伴い1947年（昭和22年）8月に実施された第1回参議院議員通常選挙・鹿児島県地方区補欠選挙に無所属で出馬して当選（補欠、任期3年）し、緑風会に所属して参議院議員に1期在任した。この間、参議院在外同胞引揚問題に関する特別委員長などを務めた。その後、第2回通常選挙（鹿児島県選挙区）、第3回通常選挙（全国区）、1955年（昭和30年）2月の第27回衆議院議員総選挙（鹿児島県第2区）に立候補したがいずれも落選した。
1958年（昭和33年）11月17日死去、48歳。死没日をもって勲四等瑞宝章追贈、従五位に叙される。

## 著作
- 編『在ソ同胞の生死と徳田要請問題の真相』日刊労働通信社、1950年。